# 黄志勤
黄志勤（Ng Chee Khern），新加坡华人，现任新加坡国防部常任秘书（国防发展）兼卫生部副常任秘书，上任之前曾在2006年至2009年之间担任空军总长，少将军衔，并在2010年至2014年之间担任保安与情报司司长。

## 生平
黄志勤在1985年荣获总统奖学金和武装部队海外奖学金，前往英国牛津大学攻读哲学、政治学及经济学，毕业后获得文学士（二级荣誉）学位。数年后，他回到牛津大学深造，获得文学硕士学位。此外，他也曾在美国哈佛大学进修，毕业后获得公共行政硕士学位。
黄志勤在1984年加入新加坡共和国武装部队，在空军当战斗机飞行员，曾驾驶过F-16战隼战斗机和F-5自由斗士战斗机，同时也担任过以下职务：空军149中队長、登加空军基地司令、三军联合行动与策划司司长和空军参谋长。2006年3月24日，黄志勤接替林金春当空军总长。2009年12月10日，黄志勤把空军总长一职交给其弟弟黄志明。
2010年9月1日，黄志勤被任命为国防部保安与情报司司长，2014年5月1日卸任，随后出任国防部常任秘书（国防发展）兼卫生部副常任秘书。他也是许多政府机构的董事会的成员。这些机构包括公用事业局、新加坡民航局、国防科技局等。
黄志勤有两个很出色的弟弟。年纪较大的黄志明在2009年接替他当空军总长，随后在2013年至2015年之间担任三军总长。年纪较小的黄志平在2011年至2014年之间担任海军总长，现任公积金局总裁。
黄志勤所获得的奖勋包括：行政功绩奖章 (金，武装部队)（2005年）、美国功绩勋章（指挥官级）、泰国泰皇冠勋章、法国荣誉军团勋章等。